# Epie jezik
Epie jezik (ISO 639-3: epi), nigersko-kongoanski jezik iz nigerijske države Bayelsa, područje lokalne vlasti (LGA) Yenagoa. Jedan je od tri jezika edoid podskupine Delta. Govori ga oko 12 000 ljudi (1973 SIL) iz plemena Epie i Atissa. Plema Atissa govori dijalektom atissa ili atisa, a dvojezični su većinom na izonskom [ijc]

## Vanjske poveznice
- Ethnologue (14th)
- Ethnologue (15th)